# Kota Aman
Kota Aman is een bestuurslaag in het regentschap Ogan Komering Ulu Selatan van de provincie Zuid-Sumatra, Indonesië. Kota Aman telt 612 inwoners (volkstelling 2010).